# Зуницератопс
Зуницера́топс (лат. Zuniceratops, буквально: «рогатое лицо с реки Зуни») — род птицетазовых динозавров инфраотряда цератопсов, группы маргиноцефалов, живший в позднем меловом периоде (около 94—89 миллионов лет назад), на территории Северной Америки. Он жил на 10 миллионов лет ранее других наиболее известных цератопсид и является важным звеном в их родословной. Впервые описан палеонтологами Дугласом Г. Вульфом и Джеймсом Киркландом в 1998 году. Всего известно три скелета зуницератопсов. Представлен единственным видом — Zuniceratops christopheri.

## Описание

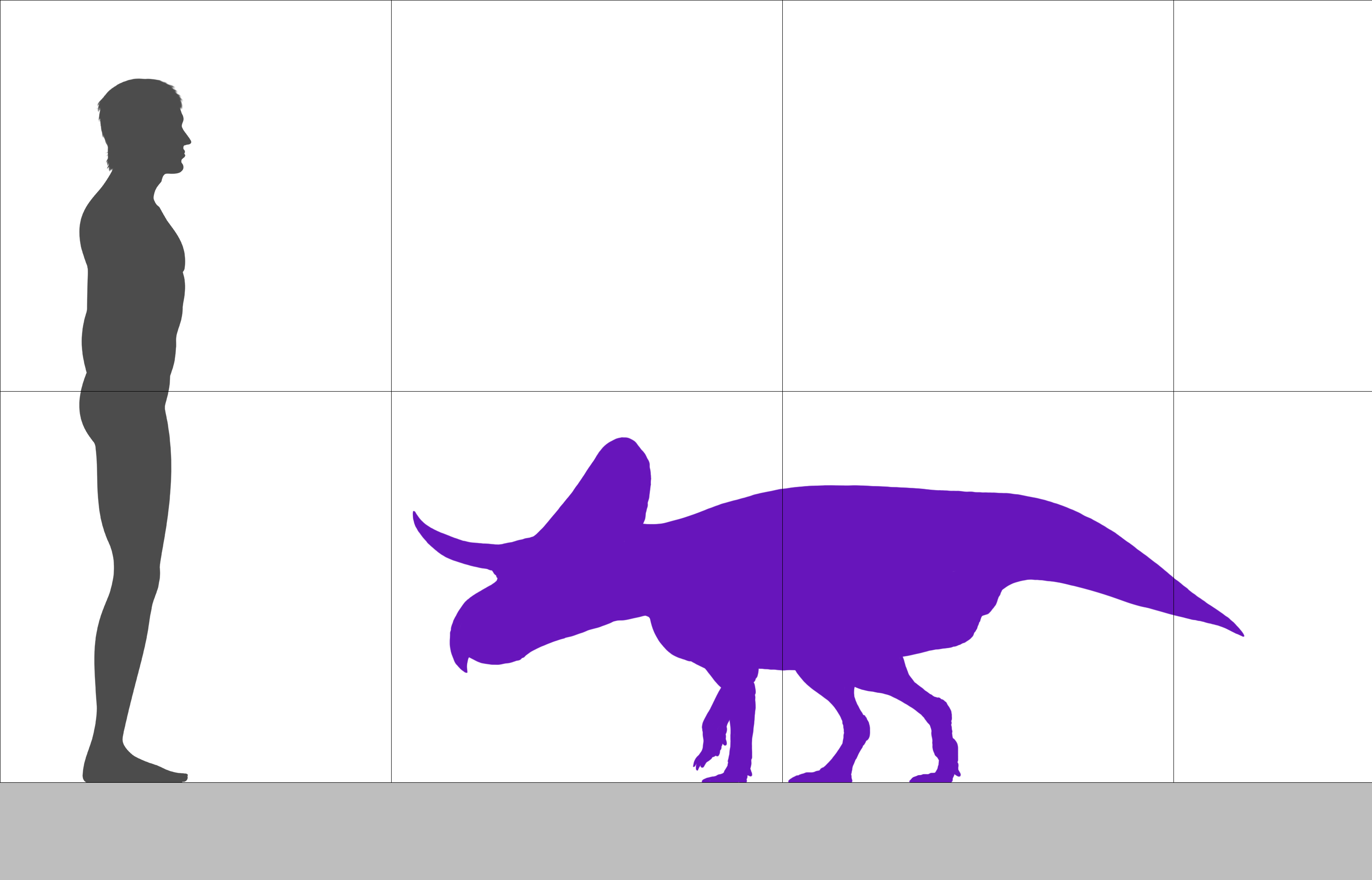
Размеры

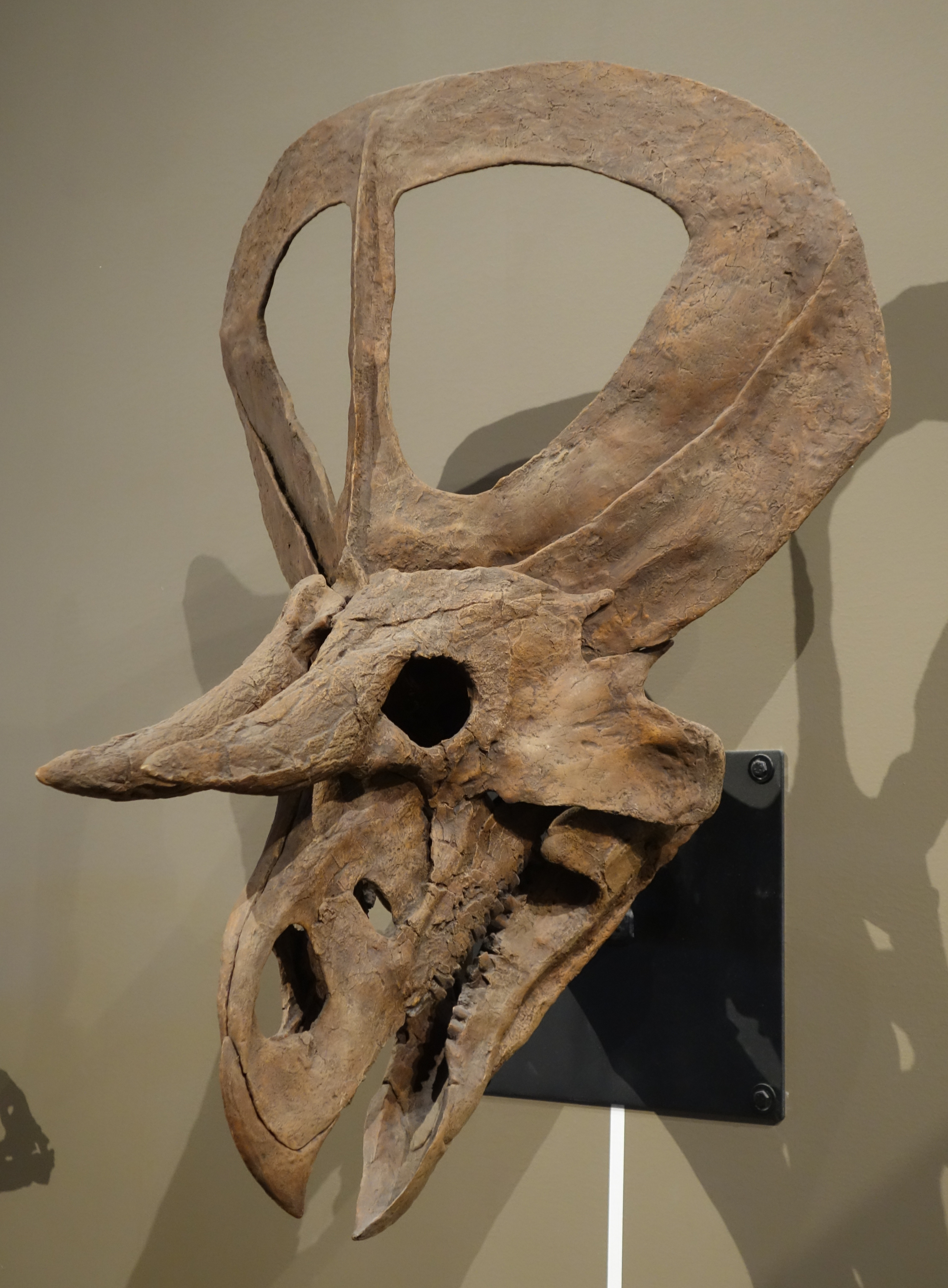
Реконструкция черепа

Зуницератопс был примерно от 3 до 3,5 метров в длину и 1 метр высотой в бедре. Масса животного составляла от 100 до 150 килограммов, что делает его значительно более лёгким, чем большинство цератопсид. Череп несёт хорошо развитую пару надбровных рогов, похожих на имевшиеся у хасмозавров и более примитивных центрозавров, но носовой рог у зуницератопса отсутствует. Надбровные рога, как полагают, вырастали намного больше с возрастом. Морда была длинной и низкой, как у хасмозаврин, воротник — тонким и широким. Он содержал пару больших отверстий, но был лишён костяных наростов, как у протоцератопса. В целом, анатомия зуницератопса была гораздо более примитивной, чем у поздних цератопсид, но более продвинутой, чем у протоцератопсов.
Зуницератопс — пример эволюционного перехода между ранними цератопсами и более поздними массивными цератопсидами, которые имели очень большие рога и воротники. Это поддерживает теорию, согласно которой цератопсы изначально развились на североамериканском континенте. Хотя первые обнаруженные образцы имели зубы с одним корневым отростком (необычные для цератопсов), найденные позже останки были снабжены зубами с двумя корнями. Это свидетельствует о том, что зубы зуницератопсов усложнялись с возрастом.
Подобно прочим цератопсам, зуницератопсы были травоядными и стадными животными.

## История находки
Окаменелости зуницератопса были найдены в 1996 году 8-летним Кристофером Джеймсом Вулфом, сыном палеонтолога Дугласа Г. Вульфа, в округе Катрон (формация Морено Хилл) штата Нью-Мексико. Был обнаружен один череп и кости нескольких особей. Одна из найденных позднее костей, классифицированная как седалищная кость нотрониха, вероятно, являлась затылочной костью зуницератопса.